# 20 Ciężka Brygada Pancerna (ZSRR)

Szkak bojowy 15 Korpusu Pancernego,
w tym 20 BPanc, we wrześniu 1939

20 Cieżka Brygada Pancerna (ros. 20-я танковая бригада) – pancerny związek taktyczny Armii Czerwonej.
Brygada wzięła udział w kampanii wrześniowej w składzie Frontu Ukraińskiego. 
Do działań brygada wyprowadziła 54 czołgi. Po ich zakończeniu pozostało 22 sprawne czołgi. Straty bojowe to 2 czołgi. Zginęło 3 żołnierzy, a 22 zostało rannych.

## Struktura organizacyjna
W 1939
- 90 batalion czołgów
- 91 batalion czołgów
- 93 batalion czołgów
- 95 batalion czołgów
- 256 batalion remontowy
- 301 batalion transportowy

## Dowódcy brygady
- kombrig Siemen Borziłow (był w 1939)[4]